# Rheinfelden (Argovie)
Pour les articles homonymes, voir Rheinfelden.
Rheinfelden est une ville et une commune suisse du canton d'Argovie, située dans le district de Rheinfelden.

## Histoire

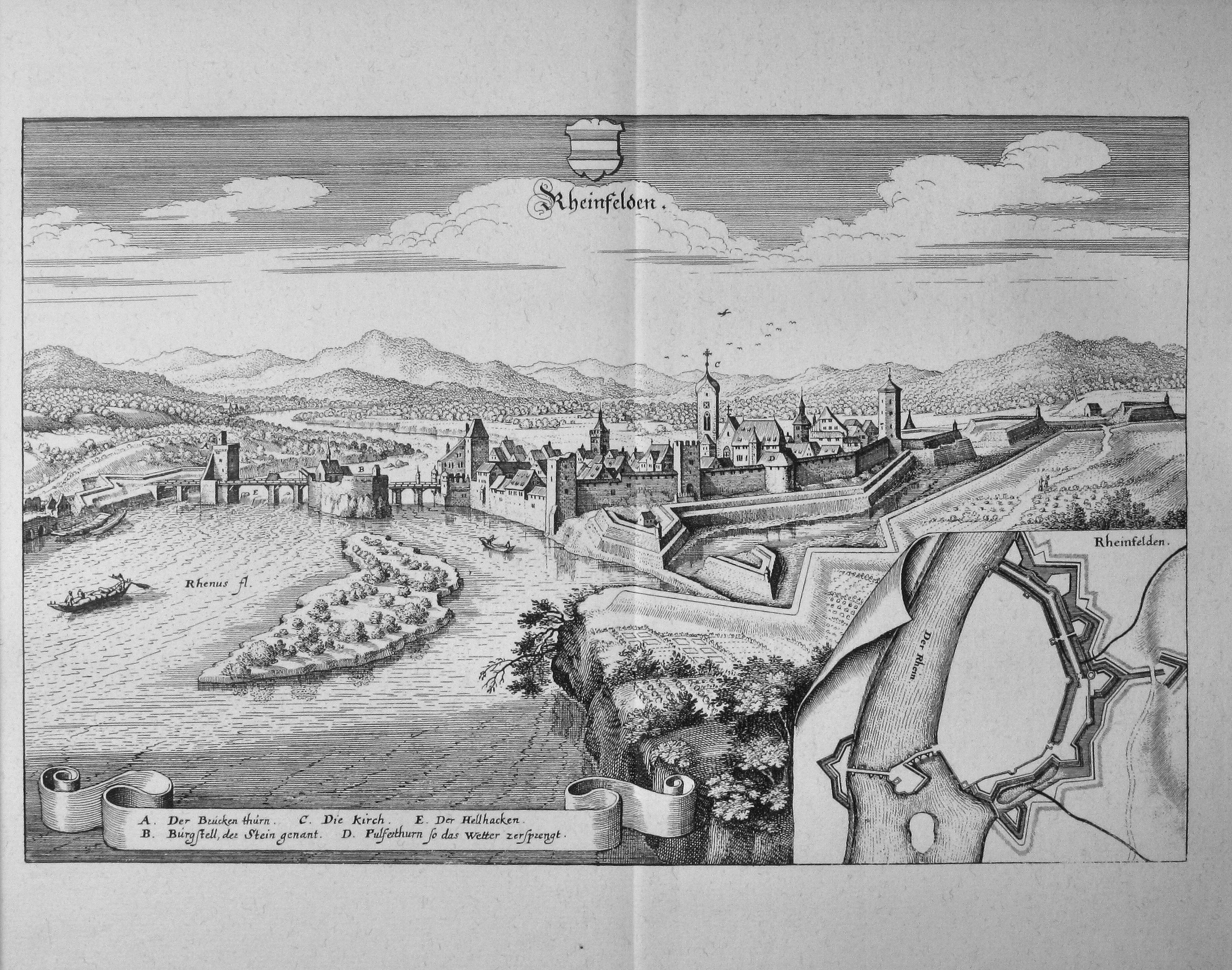
Topographia Alsatiae, Rheinfelden

Photo aérienne (1945).

Rheinfelden appartient au Moyen Âge à la maison de Souabe.  
Lors de la première bataille de Rheinfelden (1638), les Français, commandés par les ducs de Rohan et de Weimar, et les Autrichiens, sous les ordres de Jean de Werth, s'y livrent deux combats en 1638 : 
- dans le premier, Jean de Werth est vainqueur et le duc de Rohan blessé mortellement ;
- dans le second, Jean de Werth est vaincu et fait prisonnier.

Puis, lors de la seconde bataille de Rheinfelden (1678),  à la fin de la guerre de Hollande, les impériaux, sous le commandement de Charles V de Lorraine, y sont encore défaits le 6 juillet 1678 par le maréchal de Créquy. La ville est en outre prise et démantelée en 1744 par les Français.

## Population
Rheinfelden compte 12 074 habitants et la proportion d'étrangers s'élève à 29,1 % (2011). 36,1 % de la population sont catholiques, 33 % réformés, 7,1 % musulmans, 2,7 % chrétiens-orthodoxes, 1,6 % catholiques de Suisse (christkatholisch) et 1,3 % appartiennent à d'autres croyances. 82,9 % de la population considèrent l'allemand comme leur langue principale, 3,8 % l'italien, 2 % le serbo-croate, l'albanais et le turc 1,9 % chacun, 1,3 % le français, l'anglais et le portugais 1,1 % chacun et 0,8 % l'espagnol.

## Culture et patrimoine

### Personnalités liées à la commune
- Ivan Rakitić (1988-), footballeur international croate qui évolue au poste de milieu de terrain au FC Barcelone.
- Urs Felber (1942-2010), homme d'affaires, ancien maire de la commune.

### Folklore et manifestations
Le Brunnensingen (Chants de fontaines) commémore une épidémie de peste dont on présume qu'elle a été causée par l'eau des fontaines publiques. Douze hommes survivants de cet événement qui eut lieu en 1541 firent devant les fontaines le vœu de protéger les habitants contre ce fléau. Leur confrérie fut placée sous l'invocation de Saint-Sébastien, guérisseur de la peste. Chaque année le 24 décembre à 23 heures et le 31 décembre à 21 heures, douze membres de la confrérie forment un cortège puis devant chaque fontaine chantent en cercle un ancien cantique de Noël.

### Héraldique
| Blason | Blasonnement : Fascé d'or et de gueules de six pièces, le gueules chargé de six étoiles du premier (3,3,3) Commentaires : Les armoiries de la ville sont basées sur les armoiries des comtes de Rheinfelden du Xe siècle et sont apparues pour la première fois sur le sceau de la mairie en 1236. À l'époque, il était composé de trois bandes jaunes et de trois bandes rouges. Plus tard, les étoiles ont été ajoutées aux bandes rouges. À partir de 1254, il y en avait six, à partir de 1533 sept et à partir de 1599 neuf étoiles. De nombreuses variantes se côtoyaient et pendant longtemps, on ne savait pas quelle était la couleur du dessus. En 1952, le conseil municipal a opté pour le rouge, mais il a changé d'avis en 1985. Chaque étoile symbolise une vertu des habitants de la ville. Il s'agit de la décence, de l'honneur, de la foi, de la liberté, de la droiture, de l'activité, du mépris de la mort, de la loyauté et du désintéressement. Lors de l’assemblée des bourgeois en 1944, Ernst Grell propose que neuf chênes des différentes forêts de Rheinfelden symbolisent les neuf étoiles du drapeau et qu’ils soient conservés pour les générations futures. Le garde forestier de l'époque, Fritz Wunderlin, a sélectionné, numéroté et marqué d’une étoile un total de neuf chênes. Les chênes numérotés 1, 4 et 7 ont dû être remplacés entre-temps,. |